# Kvaløya
Kvaløya, vagy más néven a Bálnák szigete sziget Norvégia északnyugati részén, Tromsø városának közelében. Területe 737 négyzetkilométer, amely alapján az ötödik legnagyobb Norvégiához tartozó sziget. Kelet felől a Sandnessund-híd köti össze Tromsøyával, észak felől Ringvassøyával a tengeralatti Kvalsund-alagút köti össze, valamint nyugat felől Sommarøyjal a Sommarøy-híd köti össze. A sziget délnyugati részén népszerű üdülőközpont működik.

## Földrajz
Kvaløya szigete egy hegyvidékes sziget, amelynek területén legkevesebb tíz hegy magasodik 700 méteres tengerszint feletti magasság fölé, ezenfelül három hegy magasabbra nyúlik, mint 1000 méter. Ezek közül a Store Blåmann (nagy kékember) 1044 méter magasságba nyúlik. Hegymászófelszerelés nélkül is megmászható. Számos fjord tagolja a szigetet három elkülönülő részre.
Mivel Kvaløya nyugati része közvetlenül az óceánra nyitott, ezért a Golf-áramlatnak köszönhetően ez a vidék egyik legmelegebb része. Az éves csapadékmennyiség átlagosan 940 milliméter.

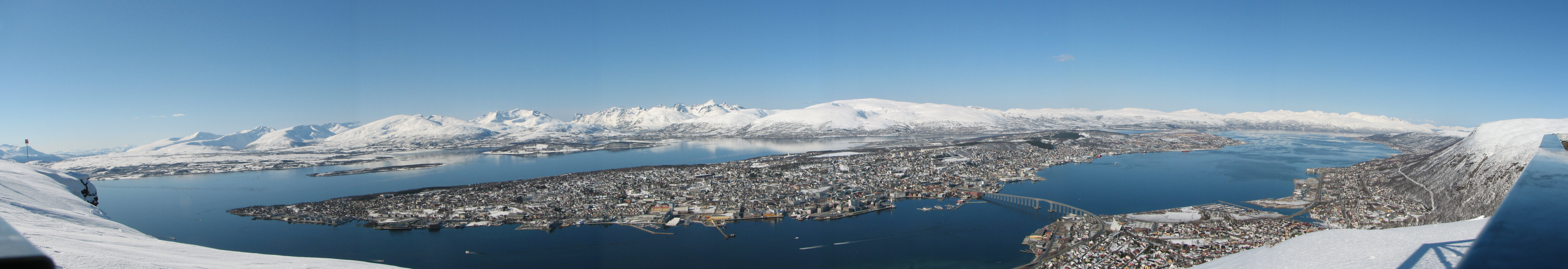
Panorámakép a szigetről

Panorámakép a szigetről

## Lakosság
Megközelítőleg 10000 ember él Kvaløya szigetén, akik közül a legtöbb Kvaløyasetta településen él, amely Tromsø városának egyik elővárosa a Sandnessund-híd tövében.

## Fordítás
- Ez a szócikk részben vagy egészben  a   Kvaløya című angol Wikipédia-szócikk ezen változatának fordításán alapul.  Az eredeti cikk szerkesztőit annak laptörténete sorolja fel. Ez a jelzés csupán a megfogalmazás eredetét és a szerzői jogokat jelzi, nem szolgál a cikkben szereplő információk forrásmegjelöléseként.